# We Laugh, We Dance, We Cry
We Dance, We Laugh, We Cry is een nummer van de Zweedse dj Rasmus Faber en Linus Norda uit 2013.
Het nummer werd enkel een bescheiden succes in Nederland. Het werd door Radio 538 uitgeroepen tot Dancesmash en haalde de 2e positie in de Nederlandse Tipparade.